# Thottiyam
Thottiyam è una suddivisione dell'India, classificata come town panchayat, di 13.757 abitanti, situata nel distretto di Tiruchirappalli, nello stato federato del Tamil Nadu. In base al numero di abitanti la città rientra nella classe IV (da 10.000 a 19.999 persone).

## Geografia fisica
La città è situata a 11° 00' 17 N e 78° 20' 34 E.

## Società

### Evoluzione demografica
Al censimento del 2001 la popolazione di Thottiyam assommava a 13.757 persone, delle quali 6.827 maschi e 6.930 femmine. I bambini di età inferiore o uguale ai sei anni assommavano a 1.408, dei quali 739 maschi e 669 femmine. Infine, coloro che erano in grado di saper almeno leggere e scrivere erano 10.052, dei quali 5.503 maschi e 4.549 femmine.